# Difridas
Difridas — wódz spartański wysłany w 391 p.n.e. by zebrać resztki armii poległego wodza Tibrona, chronić sprzymierzone ze Spartą państwa Azji Mniejszej i prowadzić działania wojenne przeciwko satrapie Strutasowi. Jego działania przeciwko Persom były skuteczniejsze niż działania poprzednika, a dzięki zdobytym łupom mógł nająć najemników do swej armii.